# 28394 Міттаг-Лефлер
28394 Міттаг-Лефлер (28394 Mittag-Leffler) — астероїд головного поясу, відкритий 13 вересня 1999 року.
Тіссеранів параметр щодо Юпітера — 3,314.